# Diego Valoyes
Diego Valoyes, né le 22 septembre 1996 à Carthagène des Indes en Colombie, est un footballeur international colombien qui évolue au poste d'ailier droit au FC Juárez.

## Biographie

### CD La Equidad
Né à Carthagène des Indes en Colombie, Diego Valoyes commence le football avec le club local de l'Alianza Sport, il joue ensuite pour le Fútbol Paz, le Los Calamares et le Real Cartagena avant de poursuivre sa formation au CD La Equidad. Il joue son premier match en professionnel avec ce club, le 14 octobre 2015, face au Deportes Tolima, en championnat. Il entre en jeu à la place de Jean Carlos Blanco (en), et son équipe s'incline par deux buts à zéro.
Le 4 février 2017, Diego Valoyes inscrit son premier but en professionnel lors d'un match de championnat contre l'Atlético Junior. Unique buteur de la rencontre, il donne ainsi la victoire aux siens.

### CA Talleres
En juin 2018, Diego Valoyes rejoint le CA Talleres sous la forme d'un prêt avec option d'achat. Il joue son premier match le 1er août 2018 suivant, face au Club Ferrocarril Midland (en). Il est titularisé et son équipe s'impose par deux buts à un.
Le 14 février 2019, Valoyes fait sa première apparition en Copa Libertadores, contre le São Paulo FC. Il entre en jeu à la place de Dayro Moreno et les deux équipes se neutralisent (0-0).
Le 6 août 2020, Valoyes rejoint définitivement le CA Talleres.

### FC Juárez
Le 23 août 2023, Diego Valoyes rejoint le Mexique afin de s'engager en faveur du FC Juárez.

### En sélection
En novembre 2021, Diego Valoyes est convoqué pour la première fois avec l'équipe nationale de Colombie, par le sélectionneur Reinaldo Rueda. Il honore sa première sélection le 17 novembre 2021 contre le Paraguay, entrant en jeu à la place de Luis Muriel (0-0 score final).